# Уэнуку

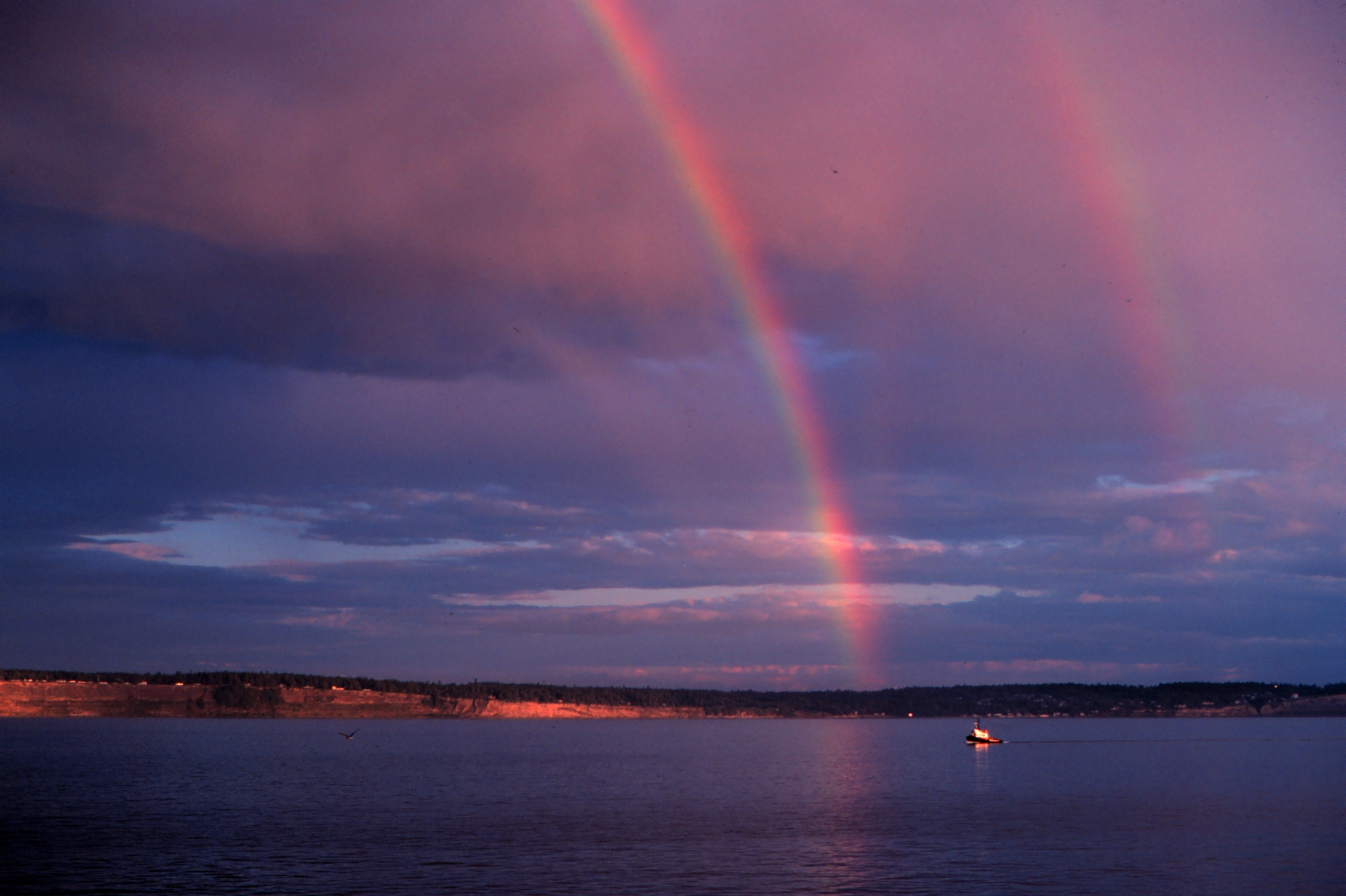
Уэнуку - бог радуги.

В мифологии маори, Уэнуку — бог радуги.

## Легенда
Легенда об Уэнуку похожа на многие другие истории об исчезающих возлюбленных, такие как  Амур и Психея или Красавица и Чудовище.
Однажды рано утром во время охоты Уэнуку увидел красивую девушку. Казалось, что она соткана из утреннего тумана. Он уговорил её остаться поговорить с ним на мгновение, а затем попросил вернуться на это место следующей ночью. Так они встречались каждую ночь и полюбили друг друга.  Каждую ночь она приходила в условное место, но на рассвете туманная дева была вынуждена покидать Уэнуку и отправляться в свой дом на небесах. В конце концов она согласилась стать женой Уэнуку при условии, что он никому о ней не расскажет.
Несколько месяцев они жили счастливо, но как и всегда она приходила на ночь, а с рассветом исчезала. Некоторое время спустя у них родилась дочь. Друзья Уэнуку не верили в существование его жены и дочери. Он пытался объяснить им, что каждое утро она исчезает, и друзья посоветовали ему запереть все двери и окна, чтобы она не смогла увидеть восходящее солнце. Он послушался совету, но туманная дева разоблачила обман и покинула его.
Уэнуку странствовал по миру в поисках своей любимой и ребёнка. Когда Ранги увидел одинокого и уже состарившегося Уэнуку, отец-небо сжалился над ним и превратил его в радугу, чтобы он смог попасть на небо к своим родным.

## Артефакты
В музее Те Авамуту в Новой Зеландии находится большой камень, в котором, согласно повериям, живёт дух Уэнуку. Местная легенда гласит о том, что дух Уэнуку был привезён в Новую Зеландию на каноэ племенем Таинуи. Из-за своей сакральной значимости, фотографии камня без разрешения правительства Маори запрещены.